# Burey-la-Côte
Burey-la-Côte is een gemeente in het Franse departement Meuse (regio Grand Est) en telt 77 inwoners (2009). De plaats maakt deel uit van het arrondissement Commercy.

## Geografie
De oppervlakte van Burey-la-Côte bedraagt 4,3 km², de bevolkingsdichtheid is dus 17,9 inwoners per km².
De onderstaande kaart toont de ligging van Burey-la-Côte met de belangrijkste infrastructuur en aangrenzende gemeenten.

## Demografie
Onderstaande figuur toont het verloop van het inwonertal (bron: INSEE-tellingen).